# لاديسلاف كريتشي
لاديسلاف كريتشي (Ladislav Krejčí) (5 يوليو 1992 في براغ في التشيك – )؛ هو لاعب كرة قدم يلعب كجناح أيسر. يلعب مع منتخب التشيك لكرة القدم منذ عام 2012.

## وصلات خارجية
- لاديسلاف كريتشي على موقع الاتحاد الأوربي (الإنجليزية)
- لاديسلاف كريتشي على موقع الاتحاد التشيكي (الإنجليزية)
- لاديسلاف كريتشي على موقع قاعدة بيانات كرة القدم.إي يو (الإنجليزية)
- لاديسلاف كريتشي على موقع ناشيونال فوتبول تيمز (الإنجليزية)
- لاديسلاف كريتشي على موقع Soccerway.com (الإنجليزية)
- لاديسلاف كريتشي على موقع عالم كرة القدم.نت (الإنجليزية)
- لاديسلاف كريتشي على موقع AS.com (الإسبانية)